# John Hadley
John Hadley (Bloomsbury (Londen), 16 april 1682 – East Barnet, 14 februari 1744) was een Engelse wiskundige. Hij vond rond 1730 het octant, de voorloper van het sextant, uit.
Zijn vader was George Hadley en zijn moeder Katherine FitzJames. In 1717 werd hij lid van de Royal Society, waarvan hij later vicepresident zou worden.
Het octant wordt gebruikt om de hoogte van de Zon of andere hemellichamen boven de horizon te meten. Een beweegbare arm met een spiegel draait om een van gradenlijnen voorziene boog en voorziet zo in een weerspiegeling van het hemellichaam dat het beeld van de horizon overlapt. Als de positie van het hemellichaam en de tijd van de waarneming bekend zijn, kan de gebruiker eenvoudig zijn eigen geografische breedte berekenen. Het octant bleek zeer waardevol voor navigatie en verving het gebruik van andere instrumenten.
De Amerikaan Thomas Godfrey vond onafhankelijk en ongeveer gelijktijdig het octant uit.
Hadley ontwikkelde ook manieren om nauwkeurige asferische en parabolische spiegels voor spiegeltelescopen te maken. In 1721 toonde hij de eerste parabolische Newtontelescoop aan de Royal Society. Deze Newtontelescoop met een primaire spiegel van 6 inch doorsnede bleek beter dan de grote luchttelescopen uit die tijd. Hij maakte ook een Gregoriaanse telescoop met nauwkeurig gevormde spiegels.
Hij was de oudere broer van de meteoroloog George Hadley.